# بتك لو
بتك لو هي قرية في مقاطعة مياندوآب، إيران. يقدر عدد سكانها بـ 61 نسمة بحسب إحصاء 2016.